# ピフラヤ

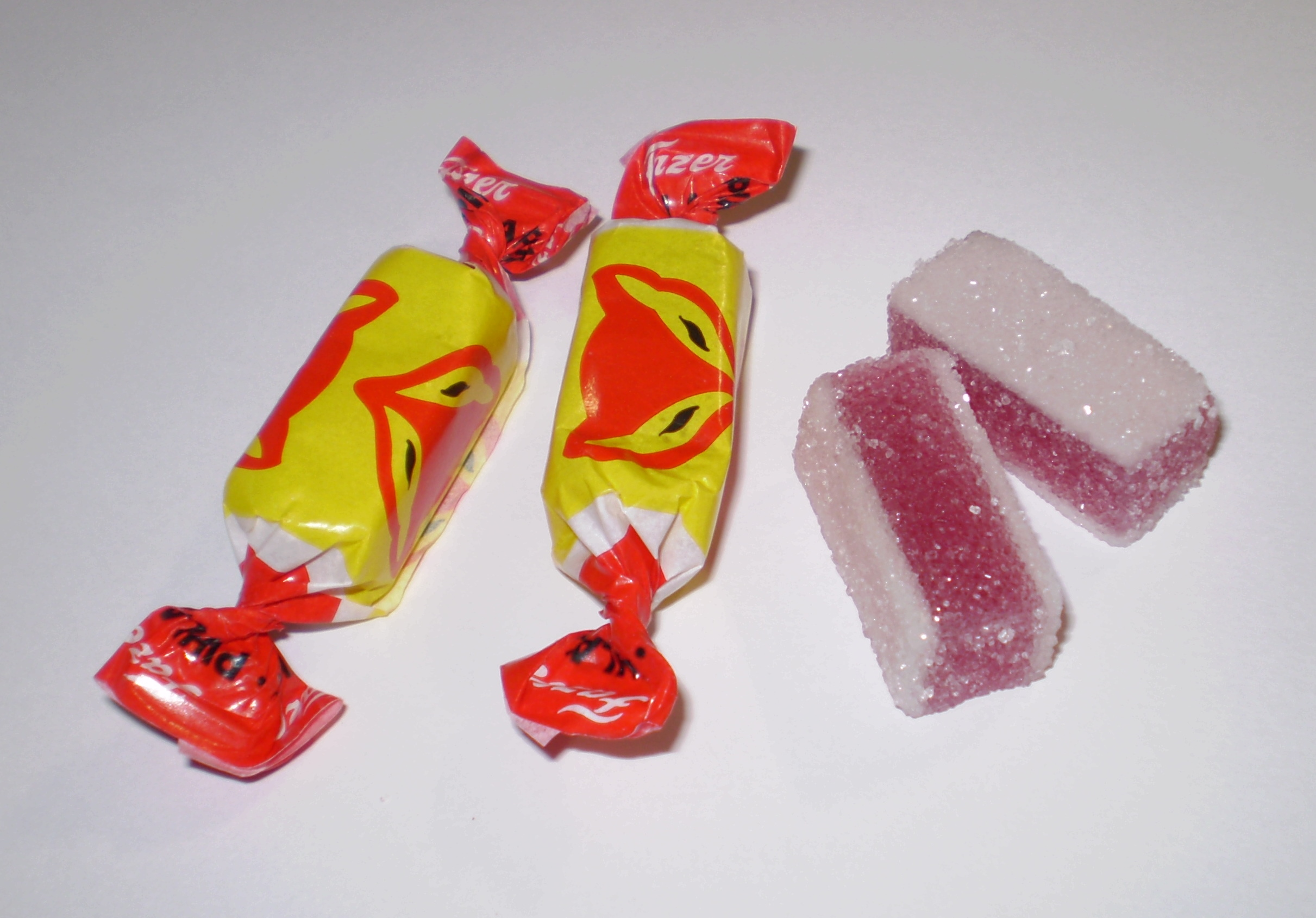
ピフラヤキャンディー

ピフラヤは、フィンランドの食品会社Fazer社が製造するマーマレード・キャンディーである。
kettukarkki（キツネ飴）とも呼ばれている。

## 来歴
Fazer社は1895年にヘルシンキのKluuvikatuにあるパティスリーでこのキャンディーの製造を開始した。キャンディのレシピは時代とともに変化してきた。
キャンディーはキツネの赤いイラストが描かれた黄赤色の紙に包まれている。
ピフラヤは乳糖を含まず、グルテンをほとんど含まない（グルテン0.02％未満)。